# Дружба (Брестская область)
Дру́жба (бел. Дружба; до 1964 г. — Скорбичи) — деревня в Брестском районе Брестской области Беларуси. Входит в состав Чернавчицкого сельсовета.

## География
Находится у реки Лесной, в 5,5 км по автодорогам к юго-западу от центра сельсовета, агрогородка Чернавчицы, и в 13 км по автодорогам к северу от центра Бреста. 

## История
Местность была заселена с глубокой древности, о чём свидетельствуют 2 стоянки, обнаруженные археологами.
В письменных источниках деревня Скорбичи упоминается с XV века как деревня Берестейской волости Трокского воеводства ВКЛ — в 1449 году упоминается в дарственных грамотах великих князей Литовских.
В XIX веке деревня — государственная собственность в Брестском уезде Гродненской губернии, входила в состав имения Тюхиничи. В 1860 году — в Меднянской волости. В 1870 году деревня была в составе Тюхиничского сельского общества. В 1897 году в деревне 61 двор, школа грамоты и хлебозапасный магазин. В 1905 году — в Косичской волости Брестского уезда.
После Рижского мирного договора 1921 года — в составе гмины Косичи Брестского повята Полесского воеводства Польши, 26 дворов.
С 1939 года — в составе БССР, в 1940 году 89 дворов. 30 июля 1964 года переименована в Дружбу.

## Население
На 1 января 2018 года насчитывался 141 житель в 55 домохозяйствах, из них 30 младше трудоспособного возраста, 81 — в трудоспособном возрасте и 30 — старше трудоспособного возраста.

## Инфраструктура
Имеется магазин

## Достопримечательность
- Поселение-1 периода раннего средневековья (IX—X вв.), 0,2 км от деревни —  Историко-культурная ценность Республики Беларусь, шифр 113В000083
- Поселение-2 периода раннего средневековья (IX—X вв.) —  Историко-культурная ценность Республики Беларусь, шифр 113В000084
- Бескурганный могильник периода раннего железного века (IV — I вв. до н.э.) —  Историко-культурная ценность Республики Беларусь, шифр 113В000085